# Egyptair-Flug 843
Der Egyptair-Flug 843 (Flugnummer IATA: MS843, ICAO: MSR843, Funkrufzeichen EGYPTAIR 843) war ein internationaler Linienflug der Egyptair von Kairo nach Tunis. Am 7. Mai 2002 ereignete sich auf diesem Flug während der Ausführung des Endanfluges auf den Flughafen Tunis der Flugunfall einer Boeing 737-566 mit dem Luftfahrzeugkennzeichen SU-GBI, bei dem 14 Menschen getötet und 28 verletzt wurden. Es handelt sich um den schwersten zivilen Flugunfall in Tunesien und nach dem Flugunfall einer Junkers Ju 52 der französischen Marine 1952 um den zweitschwersten Flugunfall im Land.

## Maschine
Bei dem verunglückten Flugzeug handelte es sich um eine Boeing 737-566, die zum Zeitpunkt des Unfalls 10 Jahre und 8 Monate alt war. Die Maschine wurde im Werk von Boeing in Renton im Bundesstaat Washington endmontiert und absolvierte am 24. September 1991 ihren Erstflug, ehe sie am 11. Oktober 1991 neu an die Egyptair ausgeliefert wurde, welche die Maschine mit dem Luftfahrzeugkennzeichen SU-GBI zuließ und dieses seitdem durchgehend betrieb. Das Flugzeug trug die Werksnummer 25307, es handelte sich um die 2135. Boeing 737 aus laufender Produktion. Das zweistrahlige Schmalrumpfflugzeug war mit zwei Triebwerken des Typs CFMI CFM56-3C1 ausgestattet. Bis zum Zeitpunkt des Unfalls hatte die Maschine eine kumulierte Betriebsleistung von 26.082 Betriebsstunden bei 15.686 Starts und Landungen absolviert. Zum Zeitpunkt des Unfalls war die Maschine mit einer weißen, „neutralen“ Bemalung ohne Betreiberlogo oder -schriftzug versehen. Die Triebwerke und das Leitwerk hatten eine blaue Bemalung, die ebenfalls ohne Logos oder Schriftzüge war.

## Passagiere und Besatzung
Den Flug vom Flughafen Kairo-International zum Flughafen Tunis hatten 56 Passagiere angetreten. Unter den Passagieren befanden sich 27 Ägypter, 16 Tunesier, drei Algerier, drei Jordanier und zwei Briten. Es befand sich eine sechsköpfige Besatzung an Bord, bestehend aus dem Flugkapitän Ashraf Abdel-Aal (Arabisch: أشرف عبدالعال), dem Ersten Offizier Khalid Odeh (خالد عودة) und vier Flugbegleitern.

## Unfallhergang
Der Anflug auf Tunis wurde im Instrumentenflug durchgeführt, da es zu dieser Zeit neblig und regnerisch mit Sandverwehungen war. Die Piloten erhielten die Freigabe zur Landung auf Landebahn 11 des Flughafens Tunis-Karthago. Die Maschine wurde um 14:18 Uhr im Endanflug gegen einen Hügel in der Gegend von Nahli im Norden von Tunis geflogen. Die Maschine setzte in einer Höhe von 750 Fuß über dem Meeresspiegel und 6,4 Kilometer nordwestlich des Flughafens auf.

## Folgen
Von den 62 Insassen der Maschine starben die beiden Piloten, ein Flugbegleiter und elf Passagiere. Unter den überlebenden 45 Passagieren und drei Flugbegleitern wurden weitere 28 Personen verletzt.

## Ursache
Die Unfallart war ein Controlled flight into terrain.
Die Untersuchung ergab, dass das Gerät zur Warnung bei minimaler sicherer Höhe (Minimum Safe Altitude Warning, MSAW) in Tunis-Karthago den Anflug für Landebahn 11 nicht abdeckte. Es wurde folglich empfohlen, ein Update des Geräts durchzuführen, um Anflüge auf alle Landebahnen abzudecken.
Das Flugzeug war nicht mit EGPWS (Enhanced Ground Proximity Warning System) ausgestattet. Ein solches hätte 32 Sekunden vor der Kollision gewarnt und "Terrain, terrain. Pull up, pull up!" angesagt.
Unfallursache war das Versagen der Besatzung, den Endanflug zur Landung korrekt durchzuführen. Der Endanflug wurde zu früh eingeleitet. Beigetragen haben folgende Faktoren:
- Widriges Wetter mit reduzierter Sicht.
- Beim Training traten Schwächen der Piloten auf, insbesondere beim konventionellen VOR/DME-Landeanflug.
- Relativ geringe Flugerfahrung beider Crew-Mitglieder auf diesem Flugzeugtyp.